# Császári
Császári (románul Cesariu) egykor önálló település, ma Vasasszentiván része, Romániában, Kolozs megyében.

## Története
1336-ban említették először Chazarteluka néven.
Lakossága a reformáció idején felvette a református hitet. A 16. század folyamán előbb Giorgio Basta katonái, majd a tatárok pusztították el, ezt követően román telepesek költöztek a faluba.
Már a 14. században kőtemploma volt, mely egy okirat szerint 1643-ra szinte teljesen elpusztult, tornya azonban még egy haranggal állt. 1695-ben cegei Vass György és neje Sárpataki Erzsébet finanszírozásával újjáépítették és tornyába két harangot szereztek. Ez a templom 1754-ben még állt, de 1839-ben már mint elpusztult templomról emlékeznek meg. A papilak a gróf Vass család birtokába került.
1910-ben 313 lakosa volt, ebből 291 román, 10 magyar, 11 cigány és 1 német.
A trianoni békeszerződésig Szolnok-Doboka vármegye Kékesi járásához tartozott.
1964-ben Vasasszentiván falu része lett.